# Antoine Duhamel
Antoine Duhamel (Valmondois, 30 luglio 1925 – Parigi, 11 settembre 2014) è stato un compositore francese di colonne sonore cinematografiche.

## Biografia
Figlio dello scrittore Georges Duhamel e dell'attrice Blanche Albane (nata Blanche Alice Sistoli), Antoine Duhamel ha scritto le colonne sonore dei film di registi quali Jean-Luc Godard, François Truffaut e Bertrand Tavernier .
Ha vinto un Orso d'argento al Festival di Berlino per la colonna sonora di Laissez-passer (2002). È stato candidato cinque volte al Premio César e tre volte al Premio Goya.

## Filmografia parziale

### Cinema
- Il triangolo circolare (Le grain de sable), regia di Pierre Kast (1964)
- Tintin et les oranges bleues, regia di Philippe Condroyer (1964)
- L'amore e la chance (La Chance et l'amour), regia di Claude Berri, Charles L. Bitsch, Éric Schlumberger, Bertrand Tavernier e Claude Chabrol (1964)
- Il bandito delle ore undici (Pierrot le fou), regia di Jean-Luc Godard (1965)
- La lunga marcia (La longue marche), regia di Alexandre Astruc (1966)
- E il diavolo ha riso (Mademoiselle), regia di Tony Richardson (1966)
- Trappola per l'assassino, regia di Riccardo Freda (1966)
- Il marinaio del Gibilterra (The Sailor from Gibraltar), regia di Tony Richardson (1967)
- Week-end, un uomo e una donna dal sabato alla domenica (Week End), regia di Jean-Luc Godard (1967)
- Baci rubati (Baisers volés), regia di François Truffaut (1968)
- La mia droga si chiama Julie (La sirène du Mississippi), regia di François Truffaut (1969)
- Non drammatizziamo... è solo questione di corna (Domicile conjugal), regia di François Truffaut (1970)
- L'uomo venuto da Chicago (Un condé), regia di Yves Boisset (1970)
- L'amica di mio marito (Frank en Eva), regia di Pim de la Parra (1973)
- La chanson de Roland, regia di Frank Cassenti (1978)
- Tre per un delitto (Le mors aux dents), regia di Laurent Heynemann (1979)
- La morte in diretta (La Mort en direct), regia di Bertrand Tavernier (1980)
- La scimmia è impazzita (El sueño del mono loco), regia di Fernando Trueba (1989)
- Daddy Nostalgie, regia di Bertrand Tavernier (1990)
- Belle Époque, regia di Fernando Trueba (1992)
- Ridicule, regia di Patrice Leconte (1996)
- La buena vida, regia di David Trueba (1996)
- La niña dei tuoi sogni (La niña de tus ojos), regia di Fernando Trueba (1998)
- Laissez-passer, regia di Bertrand Tavernier (2002)
- Monsieur Max, regia di Gabriel Aghion (2007)

### Televisione
- Belfagor o Il fantasma del Louvre (Belphégor ou Le fantôme du Louvre), regia di Claude Barma (1965)
- D'Artagnan, regia di Claude Barma (1969)